# Anomala delagoa
Anomala delagoa är en skalbaggsart som beskrevs av Louis Albert Péringuey 1902. Anomala delagoa ingår i släktet Anomala och familjen Rutelidae. Inga underarter finns listade i Catalogue of Life.